# Pierre Schoendoerffer
Pierre Schoendoerffer, född 5 maj 1928 i Chamalières i Puy-de-Dôme, död 14 mars 2012 i Clamart i Hauts-de-Seine, var en fransk filmskapare, författare och krigskorrespondent. Han började 1951 som filmare inom armén i Franska Indokina. Han fortsatte som krigskorrespondent för franska och amerikanska tidningar under marockanska revolutionen 1955, laotiska inbördeskriget och algerietrevolten. Han regisserade sin första film 1956 och följde upp den med två Pierre Loti-filmatiseringar 1958. I krigsdramat Djungelpluton 317, som utspelar sig i norra Laos, kommer både hans erfarenheter som reporter och hans värdesättande av kamratanda till tydligt uttryck. Filmen gav honom manuspriset vid filmfestivalen i Cannes 1964. För La section Anderson, en dokumentärfilm där Schoendoerffer följer en grupp amerikanska soldater under vietnamkriget, fick han en Oscar för bästa dokumentär vid Oscarsgalan 1968. Han fortsatte att skildra militärliv och fransk kolonialism i filmer som Le crabe-tambour (1977), L'honneur du capitaine (1982) och Slaget om Indokina (1991). Schoendoerffer var även verksam som romanförfattare; flera av hans filmer bygger på hans egna romanförlagor. Han tilldelades Interalliépriset 1969 för Farväl till kungen och Grand Prix du roman de l'Académie française 1976 för Le crabe-tambour.

## Filmografi
- Djävulspasset (La passe du diable) (1958)
- Ramuntcho (1959)
- Pêcheur d'Islande (1959)
- Attention ! Hélicoptères (1963) – kortdokumentär för franska armén
- Djungelpluton 317 (La 317e section) (1963)
- Den 7:e cirkeln (Objectif 500 millions) (1966)
- La section Anderson (1967) – dokumentär
- Sept jours en mer (1973) – kortdokumentär för franska armén
- La sentinelle du matin (1976) – kortdokumentär för franska armén
- Le crabe-tambour (1977)
- L'honneur d'un capitaine (1982)
- Réminiscence ou la Section Anderson 20 ans après (1989) – dokumentär
- Slaget om Indokina (Diên biên phu) (1992)
- Là-haut, un roi au-dessus des nuages (2004)